# Svenska tjugokronorssedeln
Den svenska tjugokronorssedeln, även kallad tjugolappen, och, skämtsamt, tjugan, är en sedel med värdet tjugo svenska kronor. Den har funnits i totalt två olika utseenden, varav den ursprungliga är ogiltig sedan 2016. Från och med 2015 avbildar tjugokronorssedeln barnboksförfattaren Astrid Lindgren. Den tidigare sedeln föreställde författaren, nobelpristagaren och akademiledamoten Selma Lagerlöf.
Tjugokronorssedeln introducerades i det svenska kontantsystemet 1 januari 1992. Dessförinnan hade det funnits ett guldmynt med samma valör, som dock senast trycktes 1925. Riksbankens direktion föreslog 2010 att återinföra ett tjugokronorsmynt som då skulle ersätta tjugokronorssedeln, men det förslaget vann inte stöd i riksdagens finansutskott.

## Nu gällande sedel - Astrid Lindgren
Sedeln är benvit och tryckt i violett ton och är 120 x 66 millimeter stor. Den introducerades 1 oktober 2015. Den är designad av Göran Österlund och Karin Mörck Hamilton.

### Motiv
På sedelns framsida finns ett graverat porträtt av Astrid Lindgren, efter ett fotografi av Jacob Forsell från 1987. Där finns också en mindre bild av Pippi Långstrump, bärandes på en kappsäck med pengar, efter en ursprunglig illustration av Ingrid Vang Nyman. Två uppslagna böcker visar läsbara minitexter som är citat av Lindgren och hennes böcker:
- I den översta boken står: "En barndom utan böcker, det vore ingen barndom. Det vore att vara utestängd från det förtrollade landet, där man kan hämta den sällsammaste av all glädje. Astrid" (citat ur Astrids essä Om Läshunger, tidskriften Vi husmödrar 1956:10)
- I den nedersta boken står "Om ni skulle ta och gå hem nu, sa Pippi, så att ni kan komma tillbaka igen i morgon. För att om ni inte går hem så kan ni ju inte komma tillbaka. Och det vore ju synd. Pippi" (citat från boken Pippi Långstrump) samt "Fina lilla krumelur, jag vill aldrig bliva stur. Pippi" (citat från Pippi Långstrump i Söderhavet).[5]

På sedelns baksida finns landskapet Småland, där Astrid Lindgren växte upp, markerat på en Sverigekarta, samt dess landskapsblomma linnea mot en bakgrund av småländsk lövskog. På baksidan finns också sedelnumret.

### Säkerhetsdetaljer
- Koppartryck: Ger sedeln kännbara reliefer vid porträttet, valören samt vid texten SVERIGES RIKSBANK.
- Vattenmärke: Bild av Astrid Lindgren samt siffran 20 blir synlig när sedeln hålls mot ljuset.
- Färgskiftande bild: En bok med siffran 20 som färgväxlar mellan grönt och guld.
- Säkerhetstråd: En metallisk tråd som syns som en svart linje tvärs över sedeln när den hålls mot ljuset.
- Genomsiktsbild: Mönster på framsidan som tillsammans med ett matchande mönster på baksidan bildar valören 20 när du håller sedeln mot ljuset.
- UV-bild: Nationalsymbolen Tre kronor samt fibrer spridda över hela sedeln fluorescerar i gult och blått vid UV-belysning.
- Mikro- och minitexter: Mikrotexten går endast att läsa i lupp och finns bland annat som upprepade SVERIGESRIKSBANK runt valören på höger sida samt i Astrids hår: "Jag vill skriva för en läsekrets som kan skapa mirakel. Barn skapar mirakel när de läser. Därför behöver barn böcker."[5] Minitexter finns i de uppslagna böckerna (se ovan).

## Den första, nu ogiltiga varianten - Selma Lagerlöf
Sedeln hade violett, gulgrön och brunröd färg. Pappersfärgen var benvit och även vattenstämpeln hade en bild på Selma Lagerlöf (löpande). Den trycktes i två versioner, med samma tryck men olika storlek. Den första versionen trycktes under 1991-1995 och var 130 millimeter lång och 72 millimeter bred. Dessa sedlar blev ogiltiga som betalningsmedel 1 januari 2006. Orsaken till att de blev ogiltiga var att det fanns en förväxlingsrisk med hundrakronorssedeln, vilket var ett problem för de med begränsad eller försämrad syn. Den senare versionen trycktes under 1997-2008 och var något mindre, 120 x 67 millimeter.

### Framsida
Framsidan av sedeln utgörs av ett porträtt av Selma Lagerlöf, med ansiktet vänt snett framåt. Hennes namn och levnadsår, SELMA LAGERLÖF 1858-1940, är angivna i sedelns högra kant. Till vänster om porträttet finns inledningen till Gösta Berlings saga, dels som ett utdrag ur originalmanuskriptet och dels med anfang Ä som vanlig text ur första utgåvan. Under dessa texter finns en bild av ett hästekipage där Selma Lagerlöf själv är passagerare. Till höger om porträttet finns en detalj ur en boksida, även denna från första utgåvan av Gösta Berlings saga.
Sedelns vänstra del, omfattande en tredjedel av sedelns bredd, är täckt av tunna grå spiraler i ett rutmönster, mönster återfinns också i ett 10 mm brett band längs sedelns högra kant. Texten SVERIGES RIKSBANK är placerad längs kortsidan. I bakgrunden finns en stiliserad landskapsbild föreställande värmländsk skog och sjö, uppbyggd med guillochering. I den vertikala linjen längst till höger finns en mikrotext (läsbar endast med lupp) som beskriver Gösta Berlings värmländska landskap. Texten TJUGO KRONOR återfinns längs sedelns överkant.

#### Detaljer
Mikroskriften på framsidan lyder: 
| ” | Sjön har sina källor ganska långt upp i norr och där är ett härligt land för en sjö skogen och bergen upphöra aldrig att samla vatten åt den strömmar och bäckar störta ned i den året om den har fin vit sand. | „ |

Utdraget ur originalmanuskriptet lyder: Inledning / ändtligen stod presten / församlingens hufvuden / dock. Det skulle ej blifva / förra och., vilket är ett fragment av inledningstexten i Gösta Berlings saga: 
| ” | Äntligen stod prästen i predikstolen. Församlingens huvuden lyftes. Så, där var han ändå! Det skulle inte bli mässfall denna söndagen såsom den förra och många söndagar förut. | „ |

Om framsidan belyses med ultraviolett ljus fluorescerar den guldockra färgen i blått och numret i gulgrönt.

### Baksida
Baksidan domineras av en bild som illustrerar början av Nils Holgerssons underbara resa genom Sverige, den tvärhandhöga Nils rider på gåsen över Skåne och Glimmingehus. Landskapet de flyger över består av åkrar och fält, skapade av olika så kallat guillochemönster, och ett hus. Den högra delen består av en talong som täcker en cirka tredjedel av bredden. I nedre delen av talongen finns en valörsiffra och i dess högra kant finns två lodräta namnteckningar.